# Hejira
Pour les articles homonymes, voir Hijra.
Albums de Joni Mitchell
The Hissing of Summer Lawns
(1975) Don Juan's Reckless Daughter
(1977)
Singles
1. Coyote
Sortie : 1977

Hejira est le huitième album studio de Joni Mitchell, sorti en novembre 1976.
Le titre de l'album est une translittération du mot arabe « hijra » , en français, hégire, qui signifie « voyage ». La plupart des morceaux de l'album ont été écrits par Mitchell à l'occasion d'un voyage en voiture depuis le Maine jusqu'à Los Angeles, en Californie. Les photographies de couverture furent prises par Norman Seeff qui a combiné l'image de Mitchell avec un arrière-plan montrant le lac Mendota à Madison, dans le Wisconsin, après un orage de grêle.

## Contenu
Mitchell a dit elle-même de son album : « tout l'album Hejira était réellement inspiré... J'ai écrit tout l'album en traversant le pays toute seule et il y a cette impression de manque de repos tout du long... La douce solitude du voyage en solo... »
Dominé par la guitare de Mitchell et la basse fretless de Jaco Pastorius, il fait la synthèse de nombreuses influences de manière beaucoup plus réussie que quelques-uns des albums qui suivront, plus nettement orientés vers le jazz. Coyote, Amelia et Hejira devinrent rapidement les moments-clés des concerts de Mitchell, surtout après avoir été repris dans l'album live intitulé Shadows and Light, aux côtés de Furry Sings the Blues et Black Crow.

## Réception
L'album n'a pas rencontré le même succès que ses deux prédécesseurs : bien qu'il ait atteint la treizième place du Billboard 200 et ait été certifié disque d'or par la Recording Industry Association of America (RIAA) le 26 décembre 1976, il ne s'imposa pas sur les radios commerciales. Il fut dans l'ensemble très bien reçu par la critique et a depuis été reconnu comme l'un des albums les plus marquants et les plus significatifs de la carrière de Mitchell. 
En 2000, les rédacteurs du magazine allemand Spex le classèrent comme le 55e plus grand album du XXe siècle. 
En 2003 l'influent magazine musical britannique NME le fit figurer à la 93e place de sa liste des « 100 meilleurs albums ». 
En 2006, l'album a été inclus dans la liste des 1001 albums qu'il faut avoir écoutés dans sa vie.
Sa couverture fut désignée comme la 11e meilleure couverture d'album par Rolling Stone en 1991.

## Liste des titres
Toutes les chansons sont écrites et composées par Joni Mitchell.
| 1. | Coyote                | 5:01 |
| 2. | Amelia                | 6:01 |
| 3. | Furry Sings the Blues | 5:07 |
| 4. | A Strange Boy         | 4:15 |
| 5. | Hejira                | 6:42 |

| 1. | Song for Sharon     | 8:40 |
| 2. | Black Crow          | 4:22 |
| 3. | Blue Motel Room     | 5:04 |
| 4. | Refuge of the Roads | 6:42 |

## Personnel
- Joni Mitchell : Chant, guitares acoustique et électrique
- Larry Carlton : Guitares acoustique et électrique
- Greg Leisz : Guitare pedal steel (A2)
- Jaco Pastorius : Basse fretless (A1, A5, B2 et B4)
- Max Bennett : Basse (A3 et B1)
- Chuck Domanico : Contrebasse (B3)
- Abe Most : Clarinette (A1)
- Neil Young : Harmonica (A3)
- Chuck Findley : Cor (B4)
- Tom Scott : Cor (B4)
- Victor Feldman : Vibraphone (A2)
- John Guerin : Batterie
- Bobbye Hall : Percussions